# Bricon
Pour l’article homonyme, voir Étienne Bricon.
Bricon est une commune française située dans le département de la Haute-Marne, en région Grand Est.

## Géographie

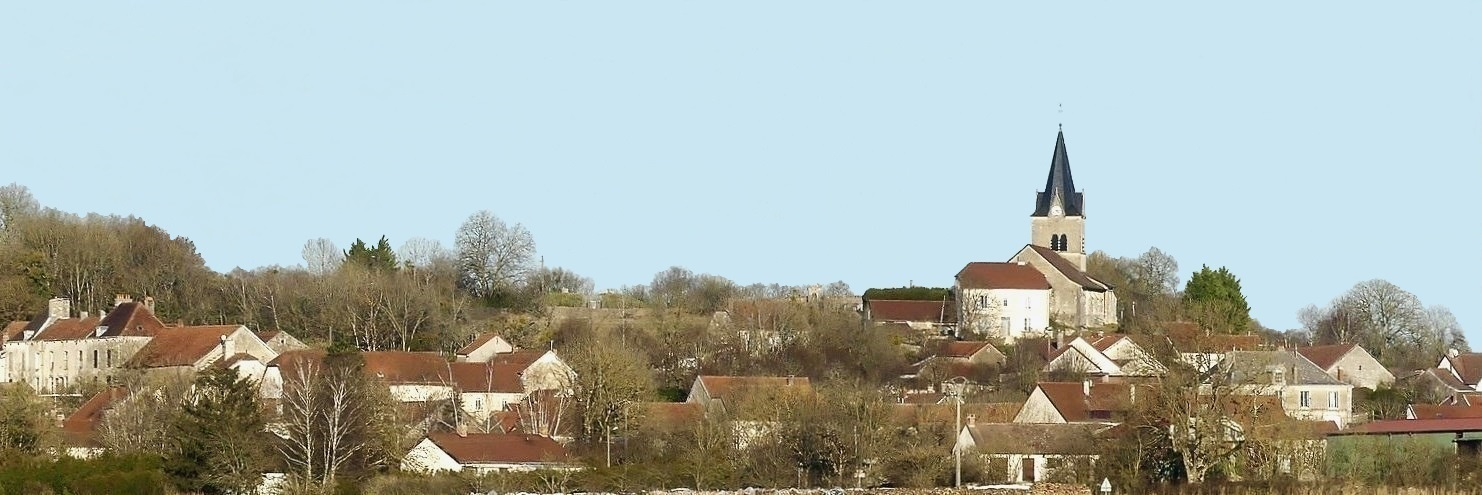
Vue générale

### Localisation

Blason de Bricon (52)
D'argent au coq de sinople, crêté, becqué, barbé et membré de gueules.

Chemins de fer : la gare de Bricon est une gare de bifurcation (située à 250 km de Paris) entre la ligne de Paris à Mulhouse, et la ligne de Chaumont à Châtillon-sur-Seine. C'est également une gare stratégique lors de la guerre de 1914-1918.
Service voyageurs supprimé vers 2000, remplacé par une navette routière.
Bricon est traversée par la route départementale no 65 (ex-nationale 65) et par la route départementale no 102.
Bricon se trouve à 12 km au sud-ouest de Chaumont.

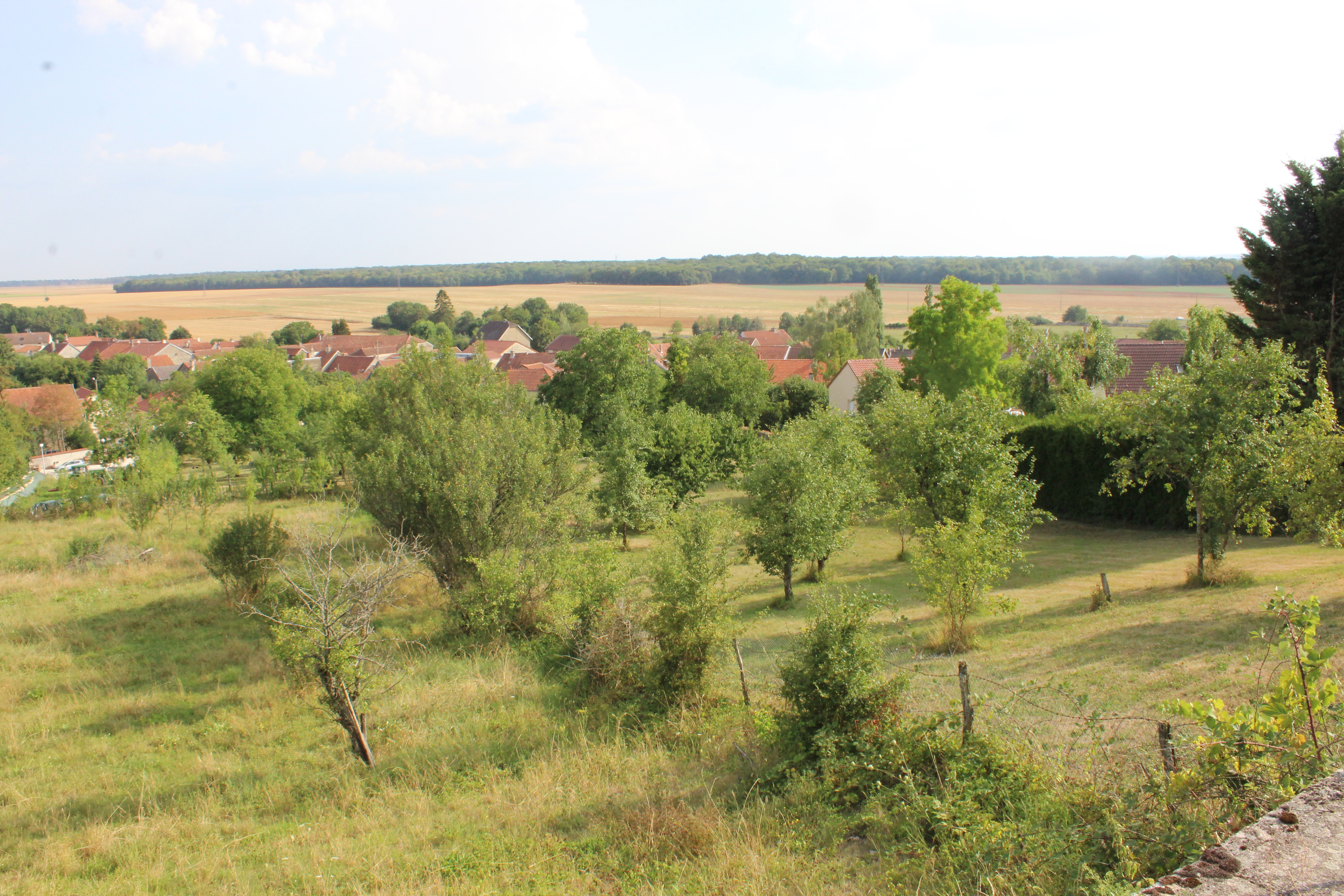
Panorama du village.

### Hydrographie
La commune est dans la région hydrographique « la Seine de sa source au confluent de l'Oise (exclu) » au sein du bassin Seine-Normandie. Elle n'est drainée par aucun cours d'eau,.

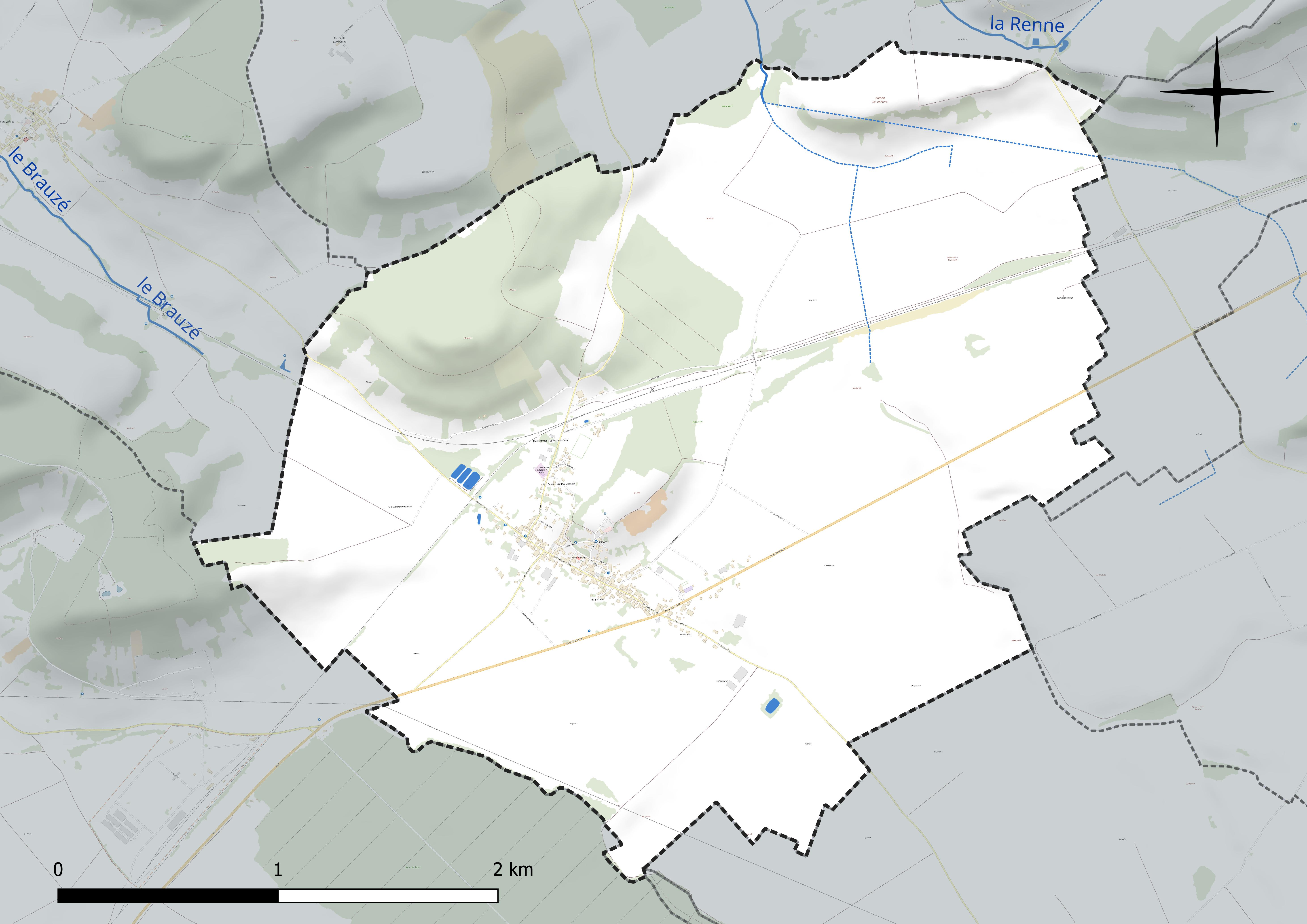
Réseau hydrographique de Bricon.

### Climat
Pour des articles plus généraux, voir Climat du Grand Est et Climat de la Haute-Marne.
En 2010, le climat de la commune est de type climat des marges montargnardes, selon une étude du Centre national de la recherche scientifique s'appuyant sur une série de données couvrant la période 1971-2000. En 2020, Météo-France publie une typologie des climats de la France métropolitaine dans laquelle la commune est exposée à un climat océanique altéré et est dans la région climatique  Lorraine, plateau de Langres, Morvan, caractérisée par un hiver rude (1,5 °C), des vents modérés et des brouillards fréquents en automne et hiver. 
Pour la période 1971-2000, la température annuelle moyenne est de 10,1 °C, avec une amplitude thermique annuelle de 16,3 °C. Le cumul annuel moyen de précipitations est de 923 mm, avec 12,9 jours de précipitations en janvier et 9,1 jours en juillet. Pour la période 1991-2020, la température moyenne annuelle observée sur la station météorologique de Météo-France la plus proche, « Cunfin_sapc », sur la commune de Cunfin à 23 km à vol d'oiseau, est de 11,0 °C et le cumul annuel moyen de précipitations est de 900,4 mm. 
La température maximale relevée sur cette station est de 41 °C, atteinte le 31 juillet 1983 ; la température minimale est de −21 °C, atteinte le 17 janvier 1985,,. 
Les paramètres climatiques de la commune ont été estimés pour le milieu du siècle (2041-2070) selon différents scénarios d'émission de gaz à effet de serre à partir des nouvelles projections climatiques de référence DRIAS-2020. Ils sont consultables sur un site dédié publié par Météo-France en novembre 2022.

## Urbanisme

### Typologie
Au 1er janvier 2024, Bricon est catégorisée commune rurale à habitat dispersé, selon la nouvelle grille communale de densité à sept niveaux définie par l'Insee en 2022.
Elle est située hors unité urbaine. Par ailleurs la commune fait partie de l'aire d'attraction de Chaumont, dont elle est une commune de la couronne,. Cette aire, qui regroupe 112 communes, est catégorisée dans les aires de 50 000 à moins de 200 000 habitants,.

### Occupation des sols
L'occupation des sols de la commune, telle qu'elle ressort de la base de données européenne d’occupation biophysique des sols Corine Land Cover (CLC), est marquée par l'importance des territoires agricoles (80,4 % en 2018), en diminution par rapport à 1990 (81,7 %). La répartition détaillée en 2018 est la suivante : 
terres arables (74,8 %), forêts (10,3 %), prairies (5,5 %), zones urbanisées (5 %), milieux à végétation arbustive et/ou herbacée (4,3 %). L'évolution de l’occupation des sols de la commune et de ses infrastructures peut être observée sur les différentes représentations cartographiques du territoire : la carte de Cassini (XVIIIe siècle), la carte d'état-major (1820-1866) et les cartes ou photos aériennes de l'IGN pour la période actuelle (1950 à aujourd'hui).

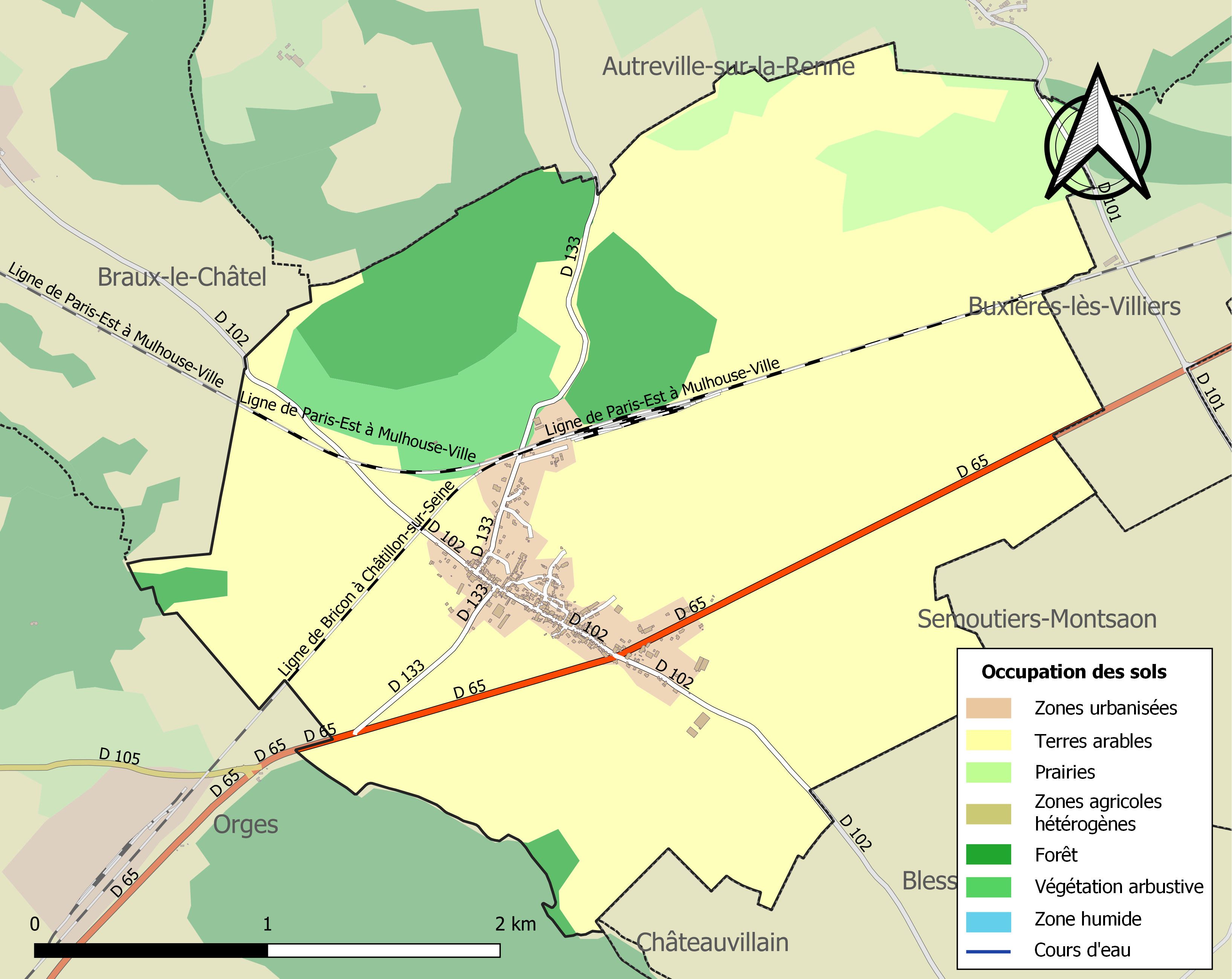
Carte des infrastructures et de l'occupation des sols de la commune en 2018 (CLC).

## Toponymie
Le nom de la localité est attesté sous les formes Brecon (1157) ; Bricons (1170) ; Brecons (vers 1172) ; Bricon (1592).

Bricon : du vieux mot Français inusité qui signifie « fripon, malotru, misérable, coquin, impudent, imposteur, trompeur, méchant, mauvais sujet ». On le trouve dans le bas latin bricosus pour « querelleur », signifiant à l'origine en langue Romane « vagabond, sans patrie ».

## Histoire
- Dans la nuit du 24 au 25 décembre 1870, durant la guerre franco-prussienne, de la garnison de Langres, fait dérailler un train près de Bricon[pas clair].

## Politique et administration
| Période                                  | Période  | Identité       | Étiquette | Qualité |
| ---------------------------------------- | -------- | -------------- | --------- | ------- |
| 1989                                     | 2001     | Jacques Voirin |           |         |
| 2001                                     | 2014     | Catherine Baes |           |         |
| 2014                                     | En cours | Franck Duhoux  |           |         |
| Les données manquantes sont à compléter. |          |                |           |         |

Bureau de poste - École Groupe scolaire des 3B (Braux Bricon Blessonville) ouvert en juin 2007 inauguré en octobre 2007 en présence du ministre Luc Chatel - Rattachée au collège de Châteauvillain et aux lycées chaumontais.

## Population et société

### Démographie

#### Évolution démographique

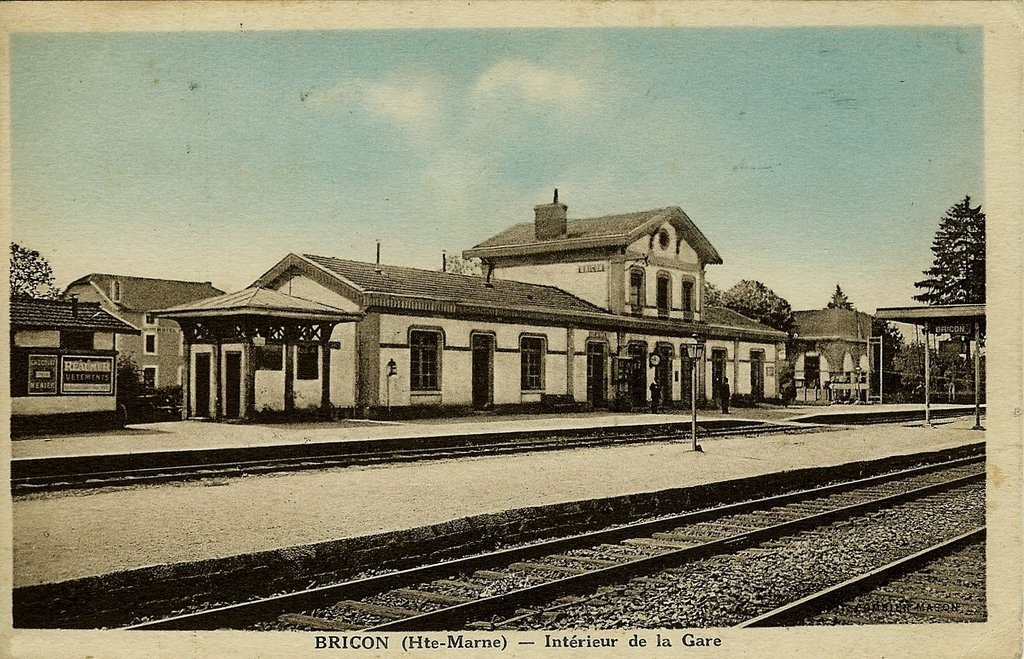
Carte postale de la gare vers 1930.

L'évolution du nombre d'habitants est connue à travers les recensements de la population effectués dans la commune depuis 1793. Pour les communes de moins de 10 000 habitants, une enquête de recensement portant sur toute la population est réalisée tous les cinq ans, les populations de référence des années intermédiaires étant quant à elles estimées par interpolation ou extrapolation. Pour la commune, le premier recensement exhaustif entrant dans le cadre du nouveau dispositif a été réalisé en 2006.

En 2022, la commune comptait 413 habitants, en évolution de −8,63 % par rapport à 2016 (Haute-Marne : −4,62 %, France hors Mayotte : +2,11 %).
| 1793 | 1800 | 1806 | 1821 | 1831 | 1836 | 1841 | 1846 | 1851 |
| ---- | ---- | ---- | ---- | ---- | ---- | ---- | ---- | ---- |
| 535  | 577  | 578  | 502  | 522  | 546  | 541  | 527  | 532  |

| 1856 | 1861 | 1866 | 1872 | 1876 | 1881 | 1886 | 1891 | 1896 |
| ---- | ---- | ---- | ---- | ---- | ---- | ---- | ---- | ---- |
| 507  | 540  | 525  | 514  | 479  | 492  | 494  | 498  | 477  |

| 1901 | 1906 | 1911 | 1921 | 1926 | 1931 | 1936 | 1946 | 1954 |
| ---- | ---- | ---- | ---- | ---- | ---- | ---- | ---- | ---- |
| 468  | 412  | 390  | 421  | 475  | 548  | 462  | 464  | 503  |

| 1962 | 1968 | 1975 | 1982 | 1990 | 1999 | 2006 | 2011 | 2016 |
| ---- | ---- | ---- | ---- | ---- | ---- | ---- | ---- | ---- |
| 426  | 421  | 381  | 355  | 423  | 455  | 435  | 469  | 452  |

| 2021 | 2022 | - | - | - | - | - | - | - |
| ---- | ---- | - | - | - | - | - | - | - |
| 425  | 413  | - | - | - | - | - | - | - |

## Lieux et monuments

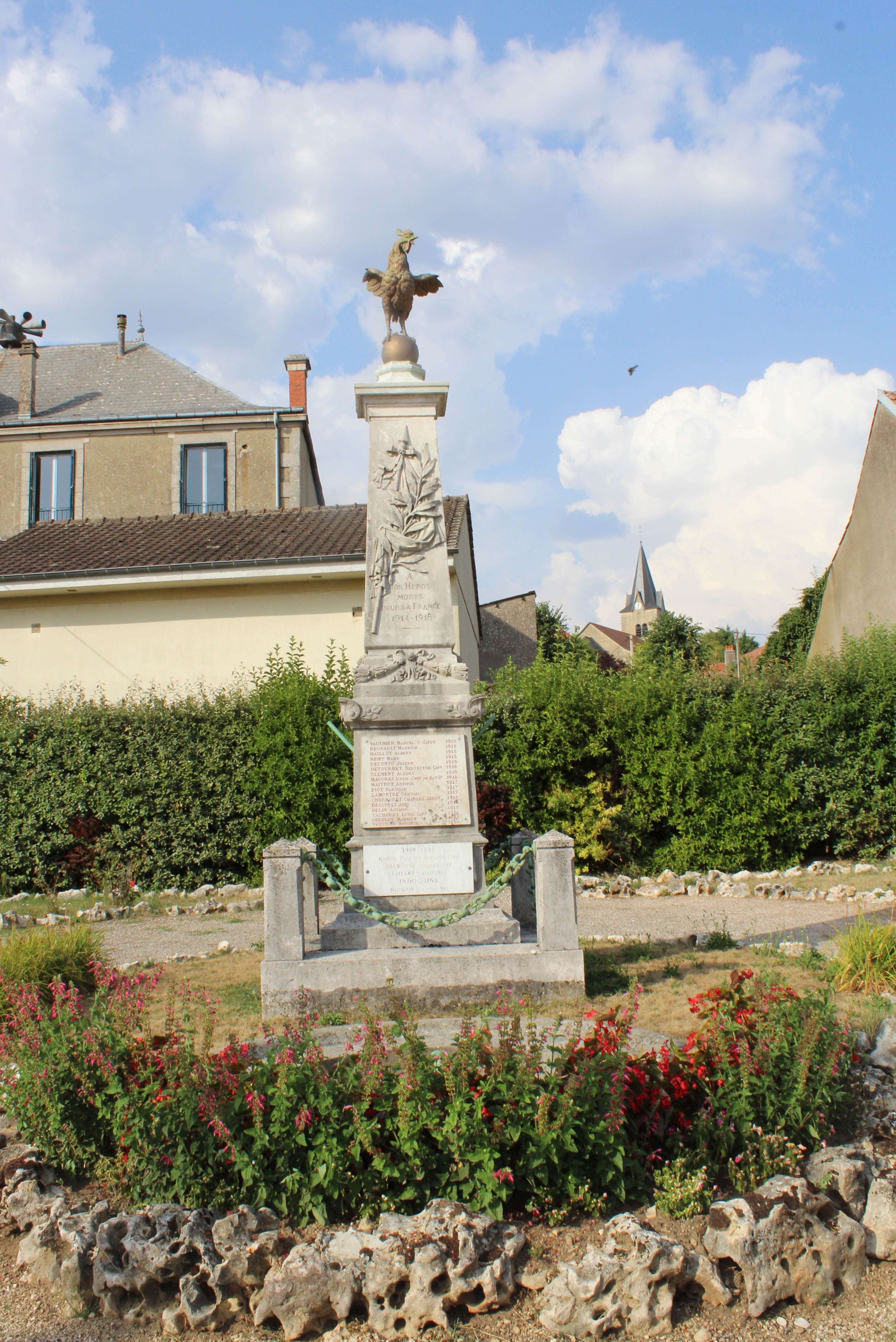
Le monument aux morts.

L'église Saint-Pierre-ès-Liens de Bricon est inscrite à l'inventaire supplémentaire des monuments historiques depuis 1987.

### Galerie

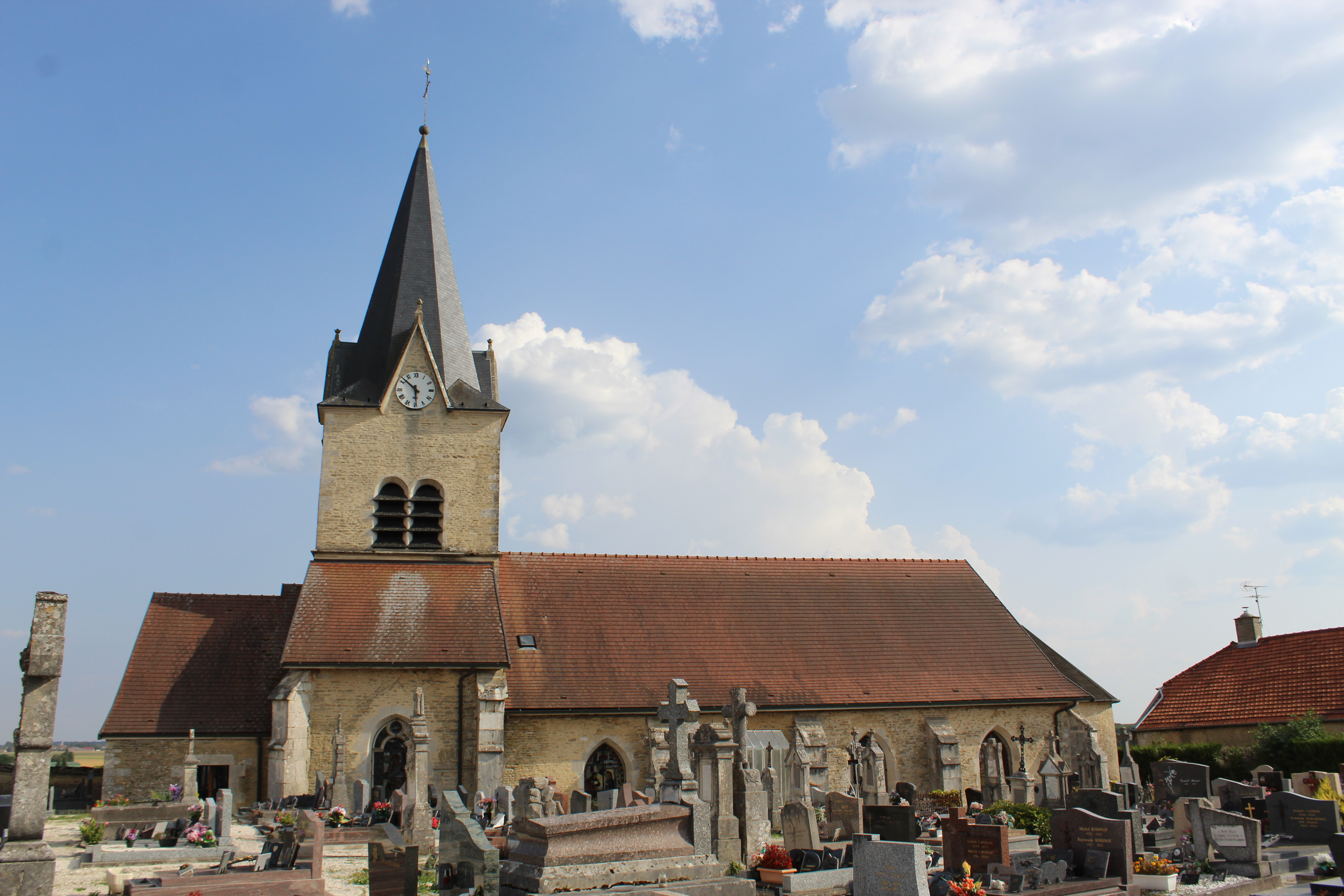
L'église.
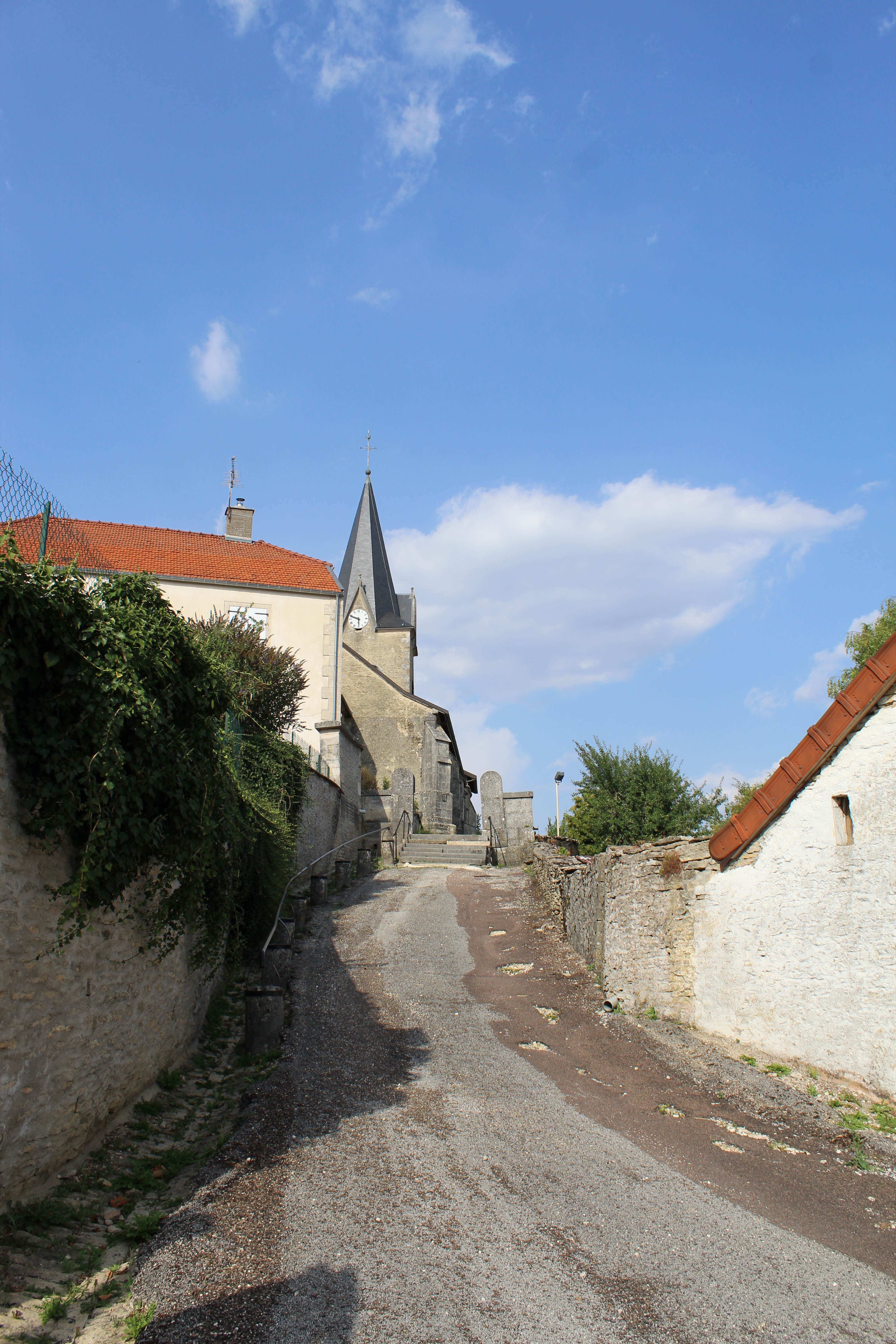
Ruelle de l'église.
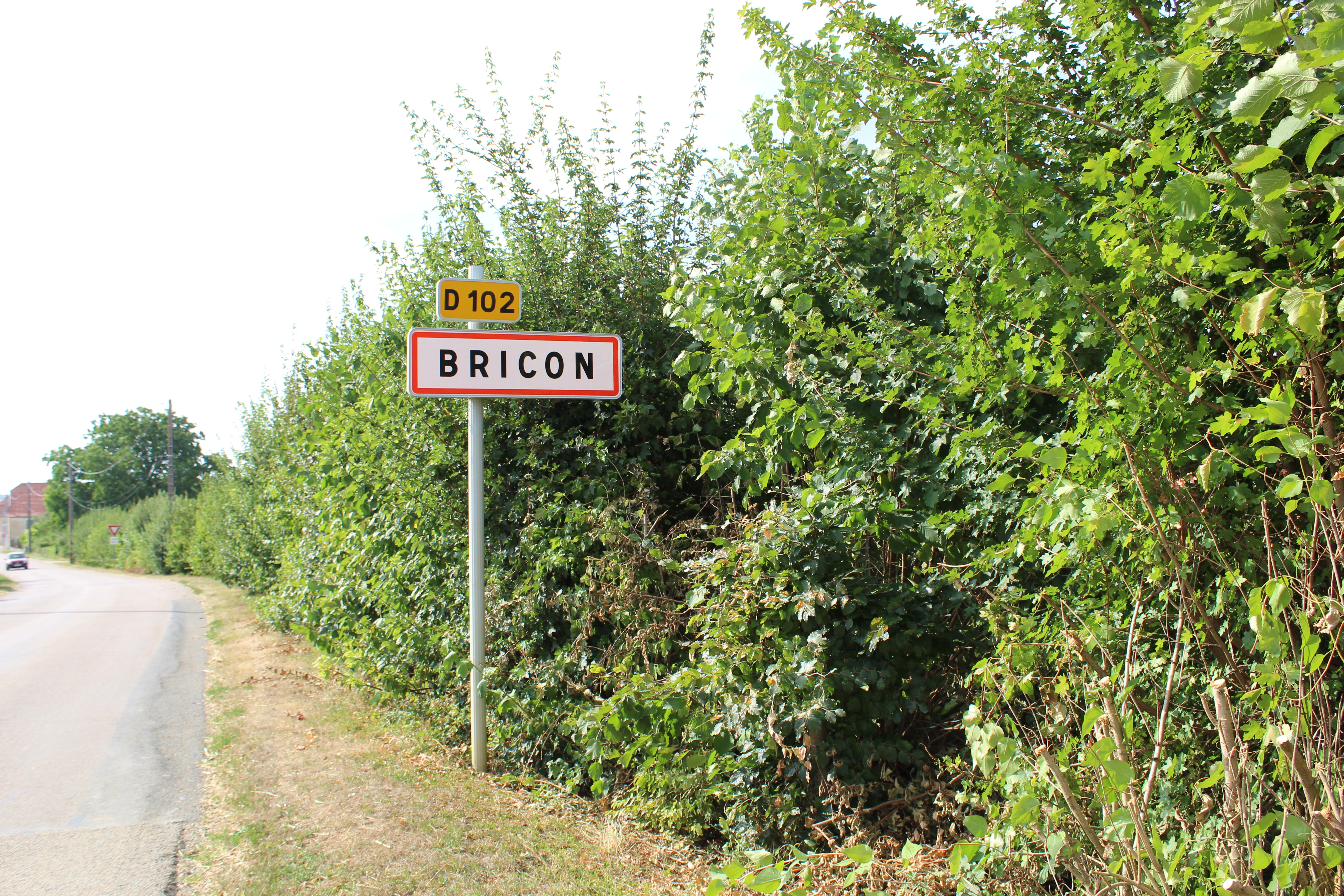
Entrée du village.
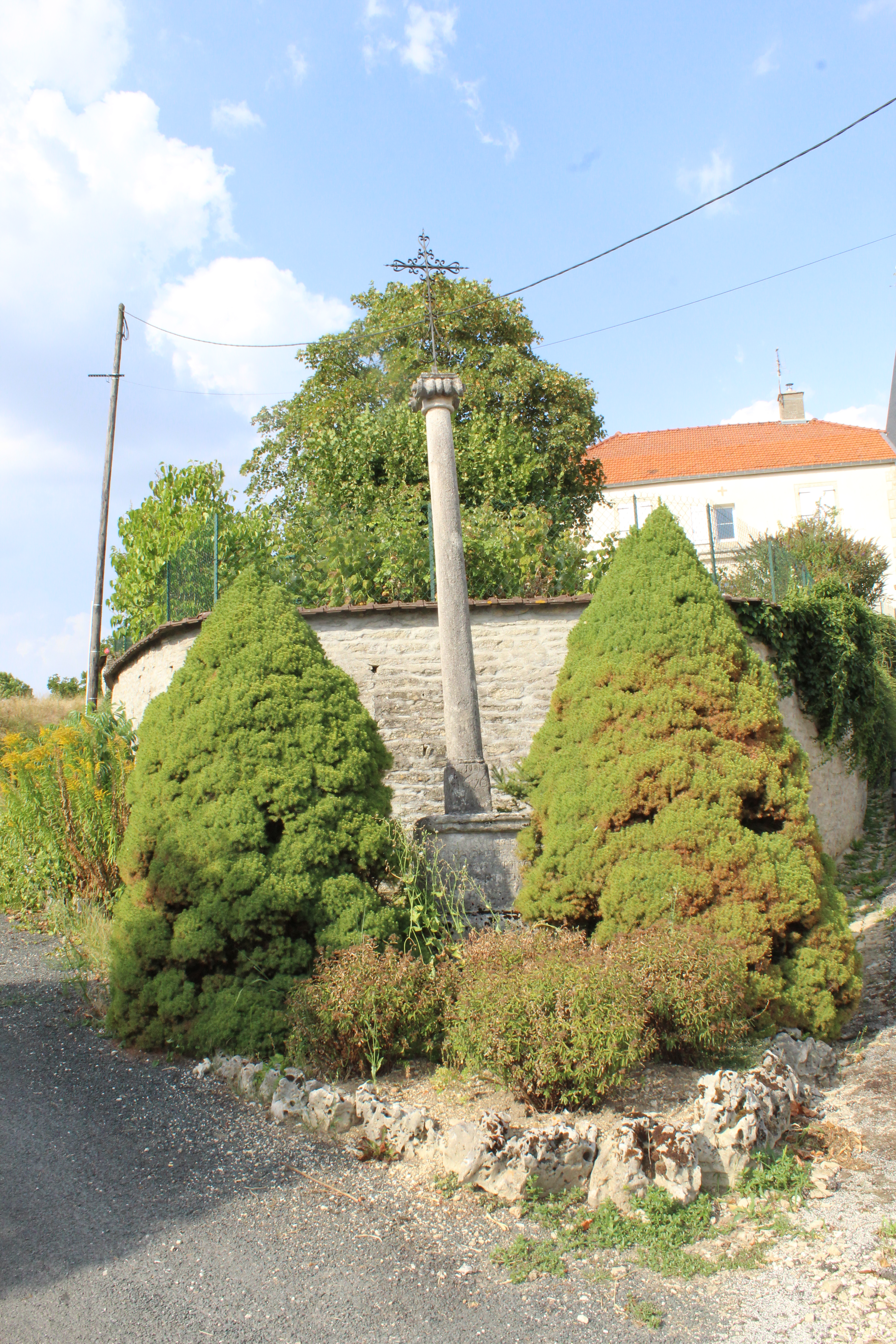
Croix portant sur son socle la date de 1676.
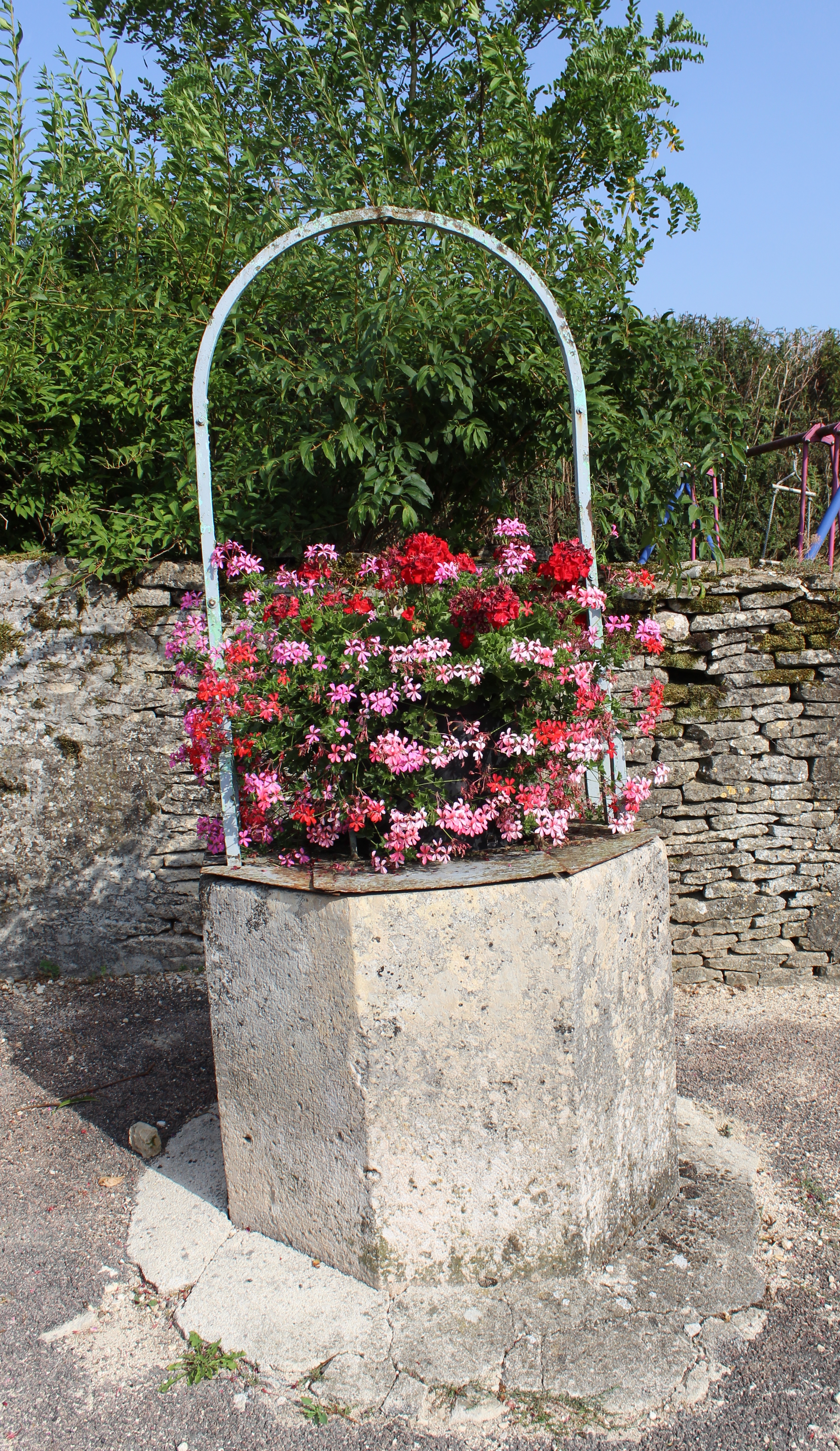
Ancien puits public.
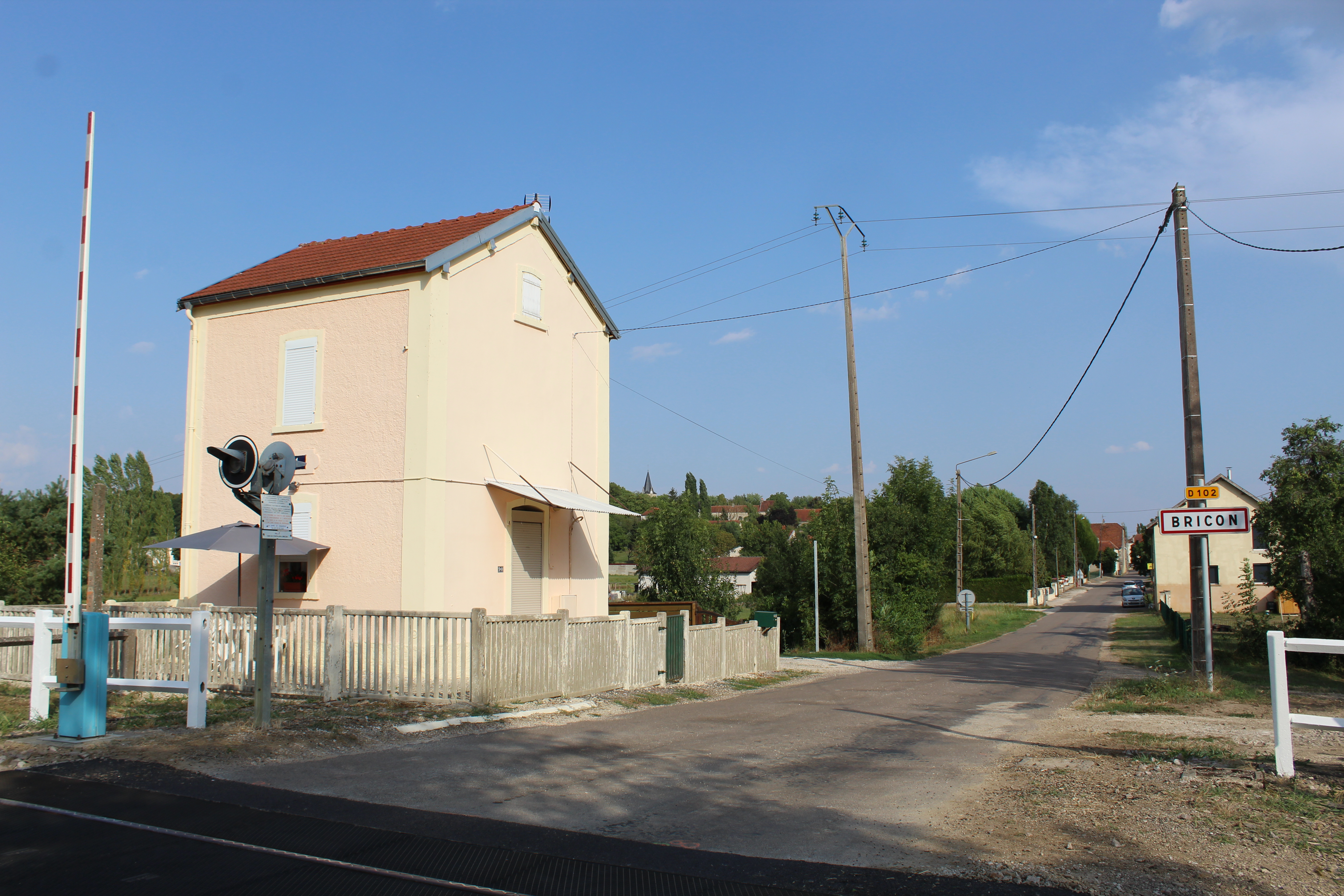
Le passage à niveau.

## Personnages importants liés à la commune
- Simon-Edme Monnel, né le 27 octobre 1747 à Bricon et décédé le 30 novembre 1822 à Constance, prêtre catholique et homme politique de la Révolution française.
- Edme Bovinet (1767-1832), graveur né à Bricon.
- Charles de Gaulle est passé à Bricon en 1965.